# MAN F90
 (octobre 2015).
Si vous disposez d'ouvrages ou d'articles de référence ou si vous connaissez des sites web de qualité traitant du thème abordé ici, merci de compléter l'article en donnant les références utiles à sa vérifiabilité et en les liant à la section « Notes et références ».
Pour les articles homonymes, voir F90.
Le MAN F90 est un camion fabriqué par MAN SE, lancé en 1986 comme successeur du MAN F8 .

## Description
Il est élu Camion International de l'Année en 1987. Il est décliné dans une version courte, le M90.